# Agelasídeos
Agelasidae é uma família de esponjas marinhas da ordem Agelasida.

## Gêneros
- Agelas Duchassaing e Michelotti, 1864